# Eisen(III)-thiocyanat
Eisen(III)-thiocyanat ist eine chemische Verbindung. Sie kann wasserfrei in Form von violettfarbenen Kristallen Fe(SCN)3 oder Trihydrat Fe(SCN)3·3 H2O isoliert werden. In wässriger Lösung bilden die Eisen(III)- mit den Thiocyanat-ionen (SCN−) blutrote, oktaedrische Komplexe.

## Komplexe des Eisen(III)
In wässriger Lösung liegen folgende sechs  High-Spin-Komplexe vor:
- {\displaystyle \!\ \mathrm {[Fe(SCN)(H_{2}O)_{5}]^{2+}} }
- {\displaystyle \!\ \mathrm {[Fe(SCN)_{2}(H_{2}O)_{4}]^{+}} }
- {\displaystyle \!\ \mathrm {[Fe(SCN)_{3}(H_{2}O)_{3}]} }
- {\displaystyle \!\ \mathrm {[Fe(SCN)_{4}(H_{2}O)_{2}]^{-}} }
- {\displaystyle \!\ \mathrm {[Fe(SCN)_{5}(H_{2}O)]^{2-}} }
- {\displaystyle \!\ \mathrm {[Fe(SCN)_{6}]^{3-}} }

Die am häufigsten vertretenen oktaedrischen Komplexe besitzen aufgrund ihrer Charge-Transfer-Eigenschaft eine blutrote Farbe, man bezeichnet sie deshalb auch als Charge-Transfer-Komplexe. Wegen ihrer intensiven Färbungen finden sie Anwendung in der Analytischen Chemie.
Die high-spin d5-Elektronenkonfiguration liefert keine Ligandenstabilisierungsenergie, weshalb keine Komplexgeometrie bevorzugt wird, sofern andere Einflüsse unverändert bleiben. So erklärt sich die Vielfältigkeit der Stereochemie des Eisen(III).

## Gewinnung
Eisen(III)-thiocyanat wird aus einer Reaktion von Eisen(III)-sulfat mit Bariumthiocyanat gewonnen. Hierbei fällt Bariumsulfat aus. In der Lösung verbleibt das Fe(SCN)3.
{\displaystyle \mathrm {Fe_{2}(SO_{4})_{3}\ +\ 3\ Ba(SCN)_{2}\rightarrow \ 2Fe(SCN)_{3}\ +\ 3\ BaSO_{4}\downarrow } }

## Analytische Verwendung

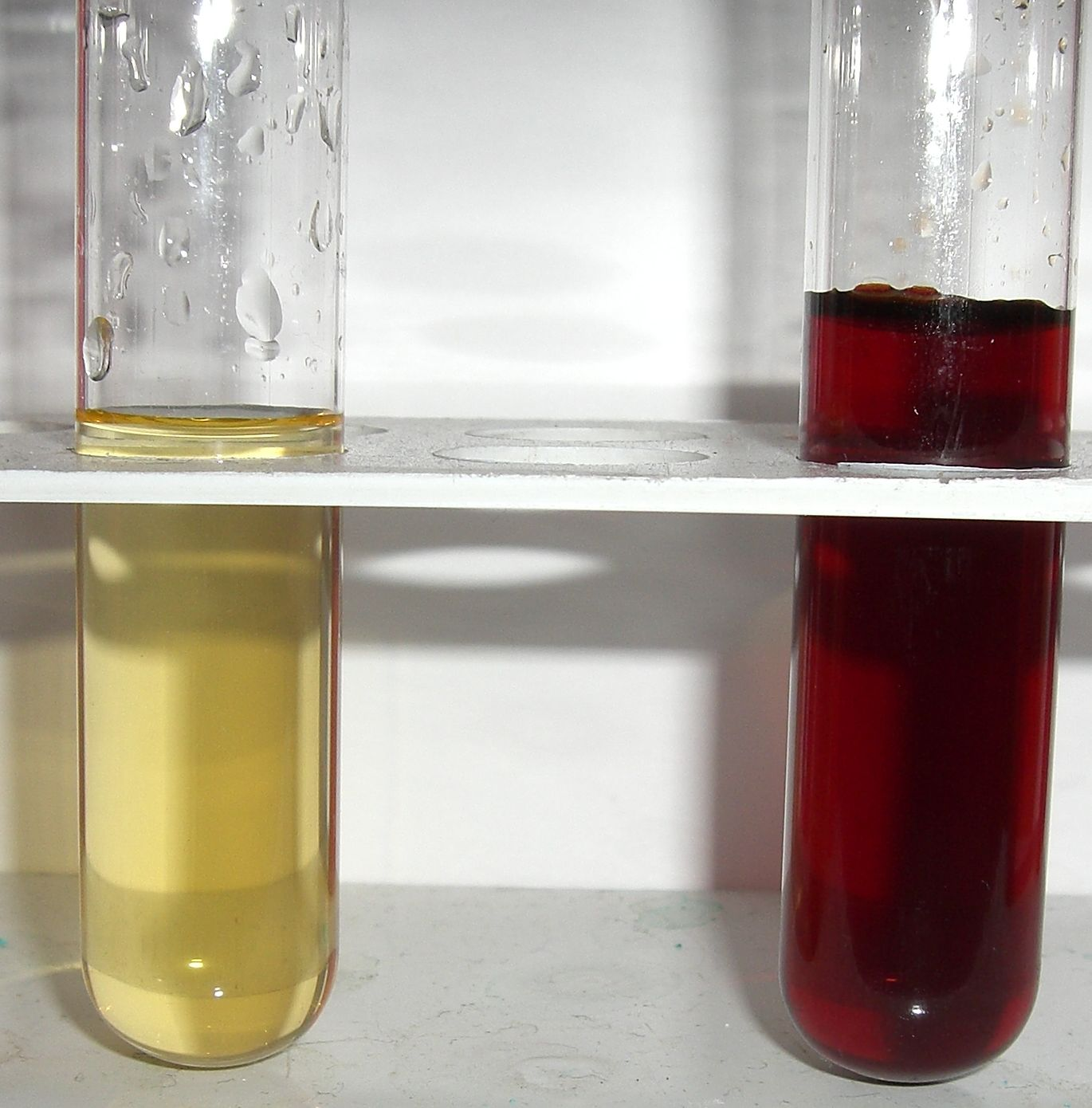
Eisen(III)-Lösung und Eisenthiocyanat

In der Analytischen Chemie werden diese Komplexe verwendet, um Eisen(III)-Ionen nachzuweisen. Gibt man zu einer Lösung, welche Eisen(III)-Ionen enthält, SCN−-Ionen (z. B. durch die Zugabe von Kaliumthiocyanat), so stellt sich umgehend eine blutrote Färbung ein. Die Eisen(III)-Ionen liegen nun als Eisen(III)-Komplexe vor.
Um sicherzustellen, dass es sich wirklich um Eisen(III)-Ionen handelt, tropft man Fluoridionen zu und die Lösung entfärbt sich. Die SCN−-Ionen wurden mit den F−-Ionen ausgetauscht. Der so entstandene, stabilere [FeF5(H2O)]2−-Komplex ist farblos. Auch Oxalat-Ionen können eine Fe(SCN)3-Lösung durch Bildung des (gelblichen) [Fe(C2O4)3]3−-Komplexes entfärben.